# 290年代
290年代（にひゃくきゅうじゅうねんだい）は、西暦（ユリウス暦）290年から299年までの10年間を指す十年紀。